# Museo dell'Opera Metropolitana del Duomo

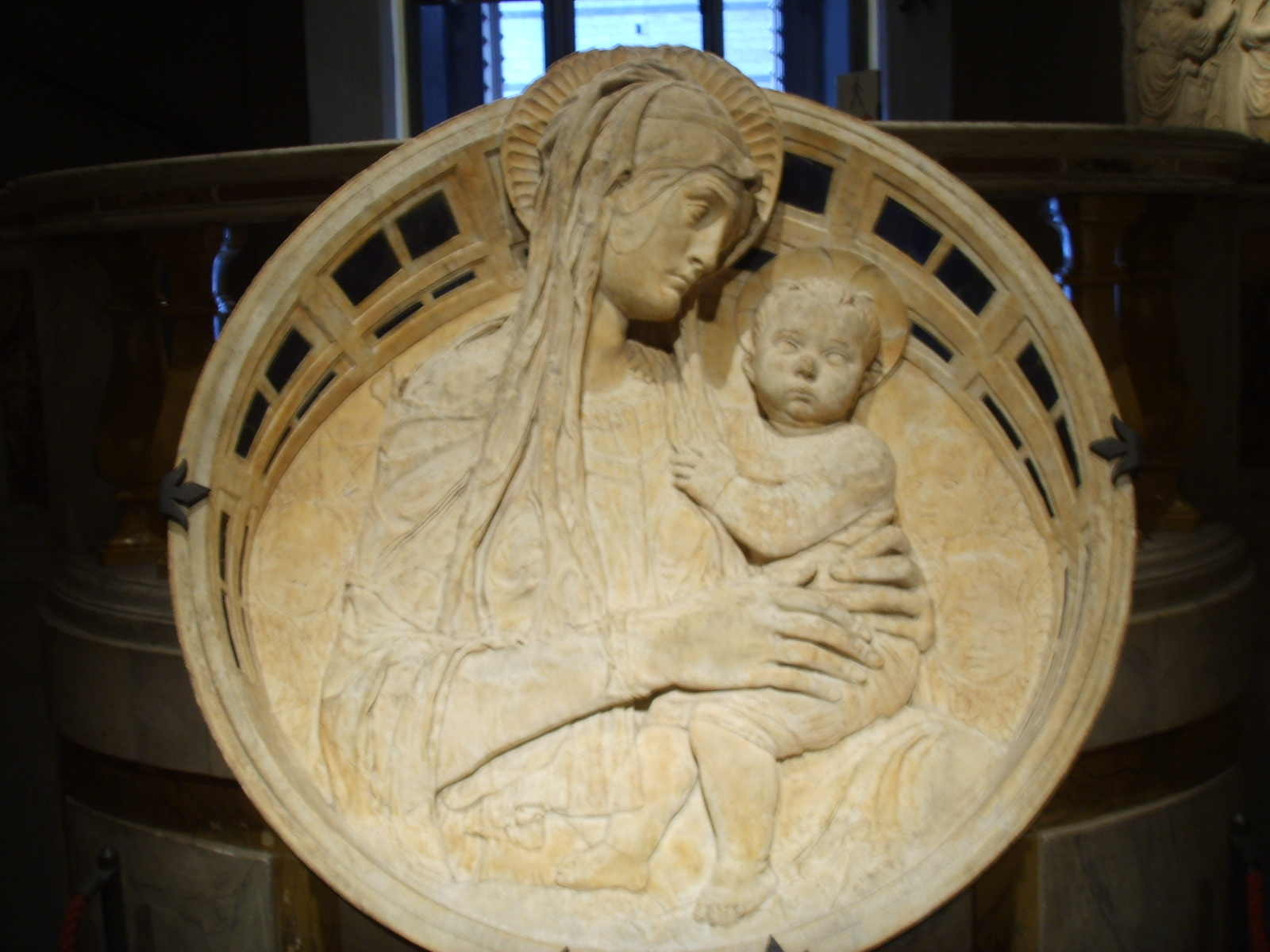
Escultura de Donatello.

El Museo dell'Opera Metropolitana del Duomo situado en Siena, es el principal museo de esta ciudad de la Italia central, junto a la Pinacoteca Nazionale albergada en el Palazzo Buonsignori.
Este museo se encuentra en la Piazza del Duomo, 8, de Siena.
Se dedica principalmente a las esculturas retiradas de la catedral de Siena. Ahí se custodian estatuas góticas de Giovanni Pisano y Jacopo della Quercia, así como una Virgen con Niño renacentista, atribuida a Donatello. 
Su principal obra pictórica es la Maestà de Duccio.